# Жуков, Кирилл Александрович
Кирилл Александрович Жуков (род. 23 августа 2004, Магнитогорск, Челябинская область) — российский хоккеист, защитник клуба «Магнитка».

## Биография
Воспитанник магнитогорского «Металлурга». С сезона 2020/21 — игрок команды МХЛ «Стальные Лисы». 8 января 2023 года в домашнем матче плей-офф против «Автомобилиста» (0:4) дебютировал в КХЛ. С сезона 2023/24 — игрок фарм-клуба из ВХЛ «Южный Урал» Орск.